# Vivant Duroussin
Vivant Duroussin, né le 10 novembre 1752 à Louhans, et mort dans cette ville le 26 décembre 1811, est un homme politique français.

## Biographie
Fils de Jean-Baptiste Nicolas Duroussin, avocat, et de Françoise Latour, il est juge au tribunal de district de Louhans, quand il est député de Saône-et-Loire le 31 août 1791 à l'Assemblée législative, siégeant avec la majorité jusqu'à la fin de celle-ci en 1792. En 1800, il est juge suppléant au tribunal civil de Louhans.

## Sources
- « Vivant Duroussin », dans Adolphe Robert et Gaston Cougny, Dictionnaire des parlementaires français, Edgar Bourloton, 1889-1891 [détail de l’édition]
- Pierre Montarlot, « Les députés de la Saône-et-Loire aux assemblées de la Révolution (1789-1799) », Mémoire de la société éduenne, Autun, tome 32, 1904, pp. 240-244.